# Gobierno Rinne
El gobierno de Antti Rinne fue el 75.º gobierno de Finlandia. Se formó después de la elección parlamentaria de 2019 y fue formalmente nombrado por el Presidente Sauli Niinistö el 6 de junio de 2019.  El gabinete se conformó por una coalición compuesta por el Partido Democrático Social, el Partido del Centro, la Liga Verde, la Alianza de la Izquierda, y el Partido Popular Sueco. El primer ministro del gabinete fue Antti Rinne.
Este gobierno fue la primera coalición de centroizquierda en dirigir Finlandia desde el Segundo Gobierno de Lipponen en 2003. La coalición de Rinne tuvo un total de 117 escaños (58,5%) del total de 200 escaños en el Parlamento.
Rinne anunció la dimisión de su gobierno el 3 de diciembre de 2019. Continuó como gobierno provisional hasta que se formó uno nuevo, el Gobierno de Marin.

## Ministros
El gobierno de Rinne lo conformaron 19 ministros: siete ministros del Partido Socialdemócrata, cinco ministros del Partido del Centro, tres de la Liga Verde, y dos de la Alianza de la Izquierda y del Partido Popular Sueco.
La Constitución requiere que los ministros sean "honestos y competentes". El nombramiento del miembro del Partido del Centro, Antti Kaikkonen, como Ministro de Defensa generó una gran controversia debido a su condena previa por corrupción política. Históricamente, la interpretación de la cláusula "honestos y competentes" ha sido permisiva: el ejemplo más destacado fue Aarre Simonen, quién también fue nombrado exitosamente en 1966, a pesar de su condena en 1961, también por corrupción. Rinne tuvo la asunto aprobado por el Canciller de Justicia y Kaikkonen pudo asumir el cargo. La razón fue que ya se habían celebrado dos elecciones donde Kaikkonen había sido reelecto, y además, desde entonces Kaikkonen había respetado la ley.
| Ministerio                                          | Ministro             | Ministro | Partido | Partido                 | Inicio                   | Término                  |
| --------------------------------------------------- | -------------------- | -------- | ------- | ----------------------- | ------------------------ | ------------------------ |
| Primer Ministro                                     | Antti Rinne          |          |         | Socialdemócrata         | 6 de junio de 2019       | 10 de diciembre de 2019  |
| Vice Primer Ministro                                | Mika Lintilä         |          |         | Centro                  | 6 de junio de 2019       | 12 de septiembre de 2019 |
| Vice Primer Ministro                                | Katri Kulmuni        |          |         | Centro                  | 12 de septiembre de 2019 | 10 de diciembre de 2019  |
| Ministro de Hacienda                                | Mika Lintilä         |          |         | Centro                  | 6 de junio de 2019       | 10 de diciembre de 2019  |
| Ministro de Asuntos Exteriores                      | Pekka Haavisto       |          |         | Liga Verde              | 6 de junio de 2019       | 10 de diciembre de 2019  |
| Ministra del Interior                               | Maria Ohisalo        |          |         | Liga Verde              | 6 de junio de 2019       | 10 de diciembre de 2019  |
| Ministro para el Desarrollo y Comercio Exterior     | Ville Skinnari       |          |         | Socialdemócrata         | 6 de junio de 2019       | 10 de diciembre de 2019  |
| Ministra de Justicia                                | Anna-Maja Henriksson |          |         | Popular Sueco           | 6 de junio de 2019       | 10 de diciembre de 2019  |
| Ministro del Trabajo                                | Timo Harakka         |          |         | Socialdemócrata         | 6 de junio de 2019       | 10 de diciembre de 2019  |
| Ministro de Defensa                                 | Antti Kaikkonen      |          |         | Centro                  | 6 de junio de 2019       | 10 de diciembre de 2019  |
| Ministra de Gobierno Local y Administración         | Sirpa Paatero        |          |         | Socialdemócrata         | 6 de junio de 2019       | 10 de diciembre de 2019  |
| Ministra de Transportes y Comunicaciones            | Sanna Marin          |          |         | Socialdemócrata         | 6 de junio de 2019       | 10 de diciembre de 2019  |
| Ministra de Educación                               | Li Andersson         |          |         | Alianza de la Izquierda | 6 de junio de 2019       | 10 de diciembre de 2019  |
| Ministra de Ciencia y Cultura                       | Annika Saarikko      |          |         | Centro                  | 6 de junio de 2019       | 9 de agosto de 2019      |
| Ministra de Ciencia y Cultura                       | Hanna Kosonen        |          |         | Centro                  | 9 de agosto de 2019      | 10 de diciembre de 2019  |
| Ministra de Asuntos Europeos                        | Tytti Tuppurainen    |          |         | Socialdemócrata         | 6 de junio de 2019       | 10 de diciembre de 2019  |
| Ministra del Medio Ambiente y Cambio Climático      | Krista Mikkonen      |          |         | Liga Verde              | 6 de junio de 2019       | 10 de diciembre de 2019  |
| Ministro de Agricultura y Silvicultura              | Jari Leppä           |          |         | Centro                  | 6 de junio de 2019       | 10 de diciembre de 2019  |
| Ministra de Economía                                | Katri Kulmuni        |          |         | Centro                  | 6 de junio de 2019       | 10 de diciembre de 2019  |
| Ministra de Asuntos Sociales y Salud                | Aino-Kaisa Pekonen   |          |         | Alianza de la Izquierda | 6 de junio de 2019       | 10 de diciembre de 2019  |
| Ministra de Asuntos Familiares y Servicios Sociales | Krista Kiuru         |          |         | Socialdemócrata         | 6 de junio de 2019       | 10 de diciembre de 2019  |
| Ministro de Cooperación Nórdica y Equidad           | Thomas Blomqvist     |          |         | Popular Sueco           | 6 de junio de 2019       | 10 de diciembre de 2019  |